# Швикерсхаузен
Швикерсхаузен (нем. Schwickershausen) — посёлок в Германии, в земле Тюрингия. Входит в состав района Шмалькальден-Майнинген. Подчиняется управлению Грабфельд. Население — 372 чел. Занимает площадь 6,23 км².

## Фотографии
- Замок
- Церковь